# Melichthys vidua
Espèce
Le Baliste veuf (Melichthys vidua) est une espèce de poissons tetraodontiformes.